# Аграрні відносини
Агра́рні відно́сини — особливий вид економічних відносин між членами суспільства, господарствами, державою з приводу володіння та використання землі й привласнення інших об'єктів власності, а також виробництва, розподілу, обміну, споживання сільськогосподарської продукції.Основою аграрних відносин є власність на землю. Існують чотири типи аграрних відносин: 
- общинне землеволодіння і землекористування;
- велике землеволовіння і дрібне землекористування;
- дрібнотоварне землекористування;
- довгострокова оренда землі і сімейна ферма.